# Kümps
Kümps ist ein Ortsteil in Oberodenthal in der Gemeinde Odenthal im Rheinisch-Bergischen Kreis. Er liegt an der Scheurener Straße östlich von Altenberg.

## Geschichte
Der Ort Kümps – der Name ist abgeleitet von Kump mit der Bedeutung tiefe Schale, Mulde – wurde in der Mitte des 11. Jahrhunderts als Lehngut erwähnt. Der Ort gehörte zum Höfeverband Odenthal. Am 29. Mai 1694 hatte das Gut 4 Albus und 5/6 Heller Erbzinsen an den Herzogenhof in Odenthal zu zahlen. Die Ortschaft war zu dieser Zeit Teil der Honschaft Scherf.
Während des Spanischen Erbfolgekriegs hatten auch die Odenthaler ihre Beiträge zur Landesverteidigung zu leisten. In diesem Zusammenhang wird unter anderem ein Alter Gerhardt zu Kumps aufgelistet. Er hatte 12 Faschinen und 36 Pfähle zu stellen.
Im Jahr 1784 gehörte Kümps zum Hofgericht Herzogenhof.
Die Topographia Ducatus Montani des Erich Philipp Ploennies, Blatt Amt Miselohe, belegt, dass der Wohnplatz 1715 als zwei Höfe kategorisiert wurde und mit Küns bezeichnet wurde.
Carl Friedrich von Wiebeking benennt die Hofschaft auf seiner Charte des Herzogthums Berg 1789 als Kümps. Aus ihr geht hervor, dass Kümps zu dieser Zeit Teil von Oberodenthal in der Herrschaft Odenthal war.
Unter der französischen Verwaltung zwischen 1806 und 1813 wurde die Herrschaft aufgelöst. Kümps wurde politisch der Mairie Odenthal im Kanton Bensberg zugeordnet. 1816 wandelten die Preußen die Mairie zur Bürgermeisterei Odenthal im Kreis Mülheim am Rhein.
Der Ort ist auf der Topographischen Aufnahme der Rheinlande von 1824, auf der Preußischen Uraufnahme von 1840 und ab der Preußischen Neuaufnahme von 1892 auf Messtischblättern regelmäßig als Kümps oder ohne Namen verzeichnet. Kirchlich gehörte Kümps zur katholischen Pfarre Odenthal.
| Jahr | Einwohner | Wohn- gebäude | Kategorie  |
| ---- | --------- | ------------- | ---------- |
| 1830 | 20        |               | Ackergut   |
| 1845 | 24        | 3             | Ackergüter |
| 1871 | 8         | 2             | Hofstelle  |
| 1885 | 19        | 3             | Ortschaft  |
| 1895 | 19        | 3             | Ortschaft  |
| 1905 | 19        | 3             | Ortschaft  |